# Benedictus Polonus
Benedictus Polonus (polnisch: Benedykt Polak, * um 1200; † um 1280) war ein polnischer Franziskaner aus Breslau, der 1245–47 an der Reise von Johannes de Plano Carpini in die Mongolei teilnahm. Die Reise hatte zum Ziel den mongolischen Großkhan dazu zu bewegen die Überfälle auf die christlichen Länder einzustellen. Nach seiner Rückkehr schrieb er die Reisechronik De Itinere Fratrum Minorum ad Tartaros. Die Reise begann am 16. April 1246 in Lyon und endete auch hier am 18. November 1247.

## Werke
- De Itinere Fratrum Minorum ad Tartaros